# Na babu
Na babu je jednoduchá pohybová hra, jejímž základním principem je, že jeden nebo více účastníků (mají „babu“) v předem vymezeném prostoru honí ostatní a snaží se jim „babu“ předat. Pomocí těchto aktivit se rozvíjí především rychlost, obratnost, vytrvalost. Jedním z běžných rozšíření pravidel bývá, že „oplatky se nepečou“: nová baba nemůže babu vrátit (oplatit) předešlé, ta má totiž imunitu. Nová baba je nucena hledat jinou oběť, tedy opravdu někoho aktivně dohonit.
Existují různé varianty s útočištěm, s „domečkem“, kam se mohou honění skrýt před udělením „baby“. Také je možné využívat pomůcky jako švihadla, provazy nebo pešky. Někdy má stará baba povinnost (bezpečně) odejít „do domečku“, aby tam imunitu ztratila a mohla se tak zas zapojit do hry.
Tyto hry se dají hrát téměř všude.
Pro předávání baby je vícero možností, typicky nějakým dotykem:
- „Baba“ se předává dotykem nebo plácnutím.
- „Baba“ se předává pomocí míče, zásahem jako ve vybíjené.
- „Baba“ se předává šlápnutím na nohu nebo botu.